# High Bridge (New York City)
Die High Bridge (ursprünglich: Aqueduct Bridge) ist die älteste Brücke in New York City. Sie wurde 1848 ursprünglich als Aquädukt errichtet und wurde im Jahr 2015 als Fußgängerbrücke wiedereröffnet, nachdem sie 40 Jahre lang geschlossen blieb. Die 42 Meter hohe und ca. 440 Meter lange Bogenbrücke überspannt den Harlem River und verbindet die beiden New Yorker Boroughs Bronx und Manhattan.
Die Brücke wurde im Jahr 1848 als steinerne Bogenbrücke fertiggestellt. Bei Renovierungsarbeiten 1928 wurde sie teilweise durch einen Stahlbogen ersetzt. Die Brücke wurde in den 1970er Jahren für jeglichen Verkehr gesperrt. Restaurierungsarbeiten begannen 2009 und die Brücke wurde am 9. Juni 2015 für Fußgänger und Radfahrer schließlich wieder freigegeben.
Die Brücke wird durch das New York City Department of Parks and Recreation verwaltet und betreut.

## Geschichte

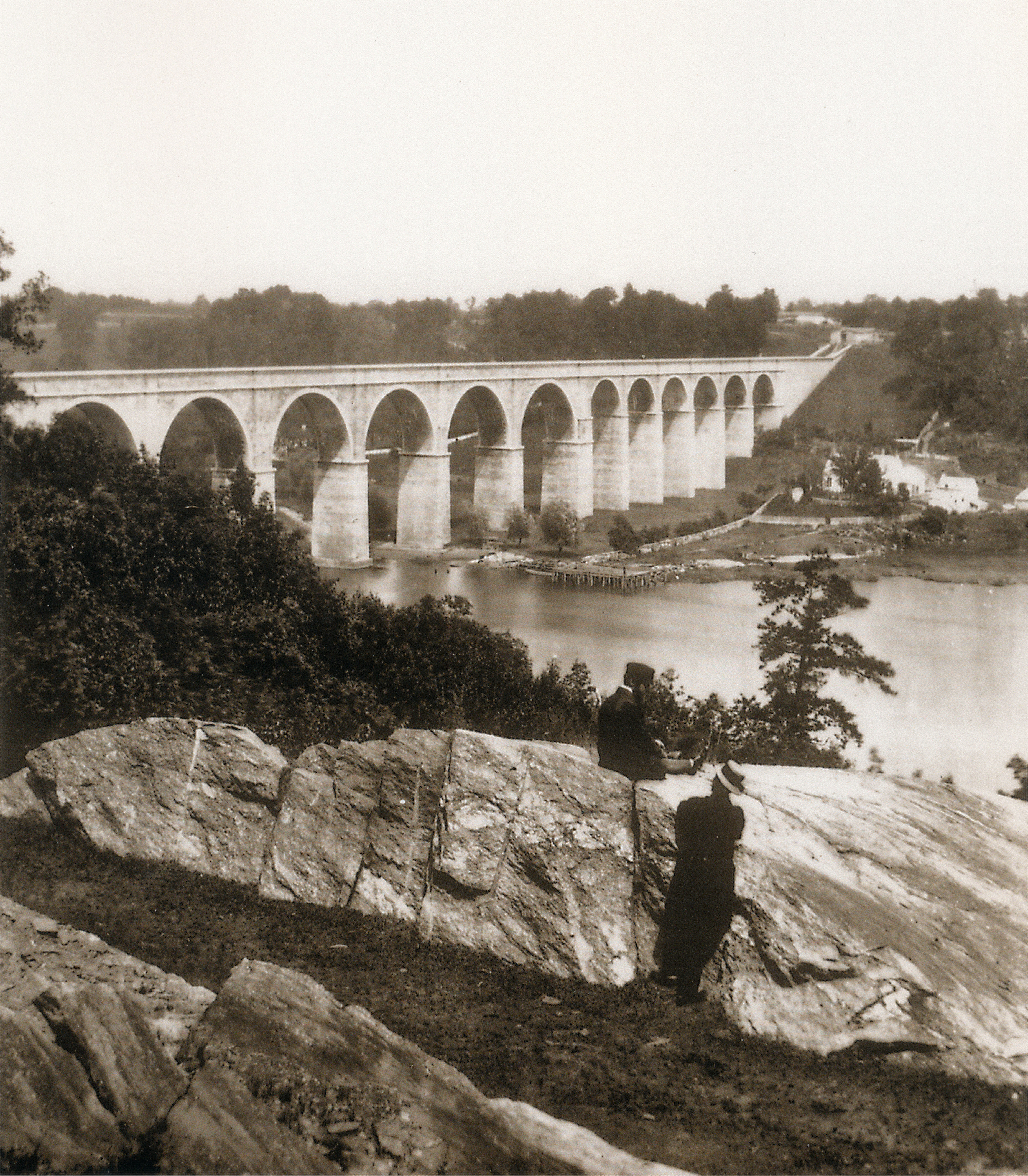
Fotografie von William England, 1859

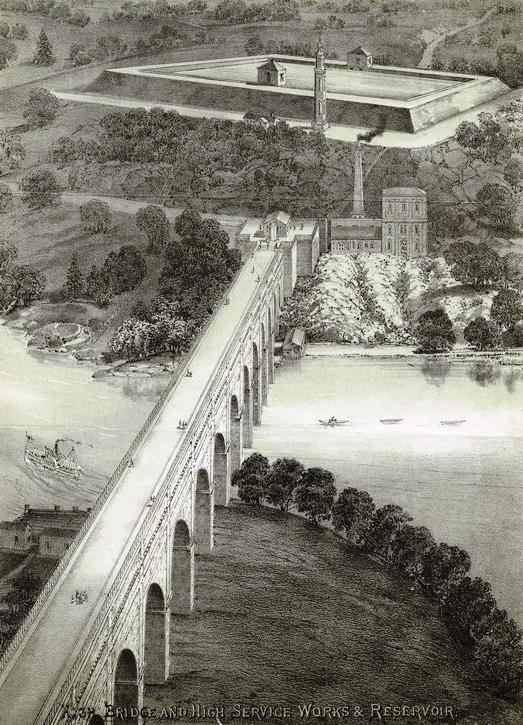
High Bridge, High Bridge Water Tower und Highbridge Reservoir im Jahr 1871

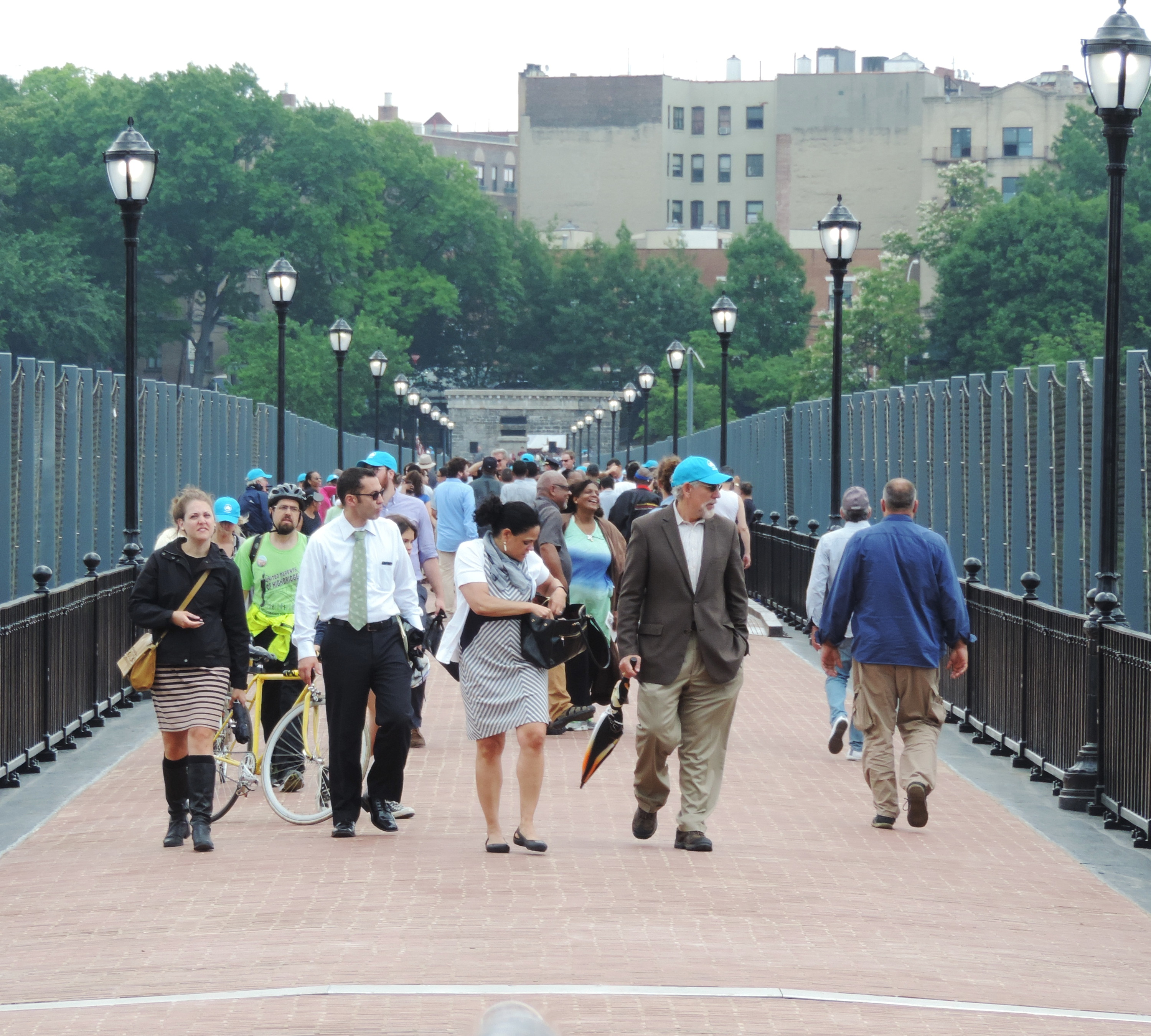
Wiedereröffnung, Juni 2015

Die Brücke wurde ursprünglich als steinerne Bogenbrücke konzipiert und ähnelte in ihrem Aussehen einem römischen Aquädukt. Die Bauarbeiten für die Brücke begannen 1837. Sie wurde 1848 als Teil des Croton Aqueducts fertiggestellt. Damit sollte die Stadt mit Wasser aus dem Croton River ca. 16 Kilometer nördlich versorgt werden. Die ca. 440 Meter lange Brücke wurde von John B. Javis und James Renwick, Jr. entworfen; letzterer war auch für die Konstruktion der St. Patrick’s Cathedral in der Fifth Avenue in Midtown Manhattan verantwortlich.
Das Croton Aqueduct musste dabei den Harlem River überqueren, wobei die Methode der Flussüberquerung einige Ideen aufwarf. Eine Idee war die Untertunnelung des Flusses, allerdings steckte zum damaligen Zeitpunkt die Technologie dazu noch in den Kinderschuhen, weshalb diese Idee verworfen wurde. Weitere Vorschläge umfassten die Konstruktion einer niedrigen, aber schneller zu errichtenden, kostengünstigeren Brücke oder einer Hochbrücke. Als Bedenken geäußert wurden, dass die Schiffbarkeit des Harlem Rivers, der den Hudson River mit dem East River verbindet, eingeschränkt werden könne, fiel die Entscheidung schließlich auf die Errichtung einer hohen Brücke.
Um die Navigation auf dem Harlem River zu erleichtern, wurden 1928 die fünf Mauerbögen, die den Fluss überspannten, gesprengt und durch einen einzelnen, ca. 140 Meter langen Stahlbogen ersetzt. Mauerbögen der ursprünglichen Brücke von 1848 blieben landwärts jedoch erhalten (einer auf Manhattan, ca. 10 in der Bronx).
Am 15. Dezember 1949 wurde die Brücke schließlich für die Wasserversorgung stillgelegt.
Im Jahr 1954 berichtete die New York Times über Bedenken des „Departments of Water Supply, Gas and Electricity“ hinsichtlich Problemen mit der Instandhaltung der Brücke und Vandalismus. Robert Moses übernahm im Jahr 1955 Verantwortung für die Brücke und unterstellte sie der Verwaltung des New York City Department of Parks and Recreation. In den Jahren 1957 und 1958 gab es erneut Vorfälle durch Fußgänger, die Stöcke, Steine und Ziegel auf Passagiere der unter der Brücke passierenden Ausflugsboote der Circle Line warfen. Aus Sorge vor ähnlichen Vorfällen wurde die Brücke 1960 geschlossen, wohingegen andere Quellen von einer Schließung Anfang der 1970er Jahre im Zuge der steigenden Kriminalität während der New Yorker Finanzkrise berichten.

## Aquädukt
Die High Bridge war Bestandteil des ersten zuverlässigen sowie leistungsfähigen Wasserversorgungssystems New York Citys. Nachdem die Stadt im Jahr 1832 durch eine Choleraepidemie sowie 1835 durch das Große Feuer von New York stark in Mitleidenschaft gezogen wurde, erwiesen sich die bisher genutzten Wasserversorgungssysteme aus Brunnen und Zisternen als unzureichend. Zahlreiche Lösungsvorschläge wurden überdacht, wobei sich eine Zuleitung des Croton River aus dem nördlichen Westchester County als beste Möglichkeit herausstellte. Die Bauarbeiten für das Leitungssystem wurde im Jahr 1837 begonnen und 1848 abgeschlossen.
Das alte Croton Aqueduct war das erste ihrer Art überhaupt in den USA. Dieses innovative System nutzte eine Freispiegelleitung für den Wassertransport, wobei über eine Gesamtlänge von 41 Meilen (66 Kilometer) pro Meile 330 mm Höhe überwunden wurden. Die High Bridge wurde mit einem Gehsteig auf dem Aquädukt errichtet. Dieser war für den motorisierten Verkehr gesperrt, obwohl 1861/62 Verstärkungen an der Brücke vorgenommen wurden. Durch die Eröffnung des neuen Croton Aquädukts im Jahr 1917 wurde die High Bridge obsolet und bereits 1920 wurde ein Abriss angedacht, da das USACE das Mauerwerk der Brücke als Gefahr für die Schifffahrt auf dem Harlem River betrachtete. Lokale Gruppierungen pochten auf den Erhalt der historischen Brücke und 1927 wurden schließlich fünf der ursprünglichen steinernen Bögen über dem Fluss durch einen großen Stahlbogen ersetzt. Die restlichen Bögen blieben erhalten.

## Restaurierung
Im November 2006 gab das Department of Parks and Recreation bekannt, dass die Brücke im Jahr 2009 für Fußgänger wiedereröffne. Dieses Datum wurde mehrfach verschoben. Eine angestrebte Renovierung über 20 Mio. US$ würde eine Verstärkung des Stahlbogens, eine Verbesserung der Treppenanlagen, die Installation von Kameras und die Anbringung einer Befeuerung für die Schifffahrt erforderlich machen.
Im Jahr 2009 begann die Planung zur Renovierung der High Bridge, finanziert im Rahmen des Stadtentwicklungskonzepts PlaNYC, das 2007 durch den damaligen Bürgermeister Michael Bloomberg ins Leben gerufen wurde. Ziel war es, die High Bridge für Fußgänger und Radfahrer wieder zu eröffnen und dabei den Anschluss an die Highbridge Parks in Manhattan und der Bronx zu ermöglichen. Im Jahr 2010 wurden Verträge mit Lichtenstein Consulting Engineers und Chu & Gassman Consulting Engineers unterzeichnet und Designvorschläge für die renovierte Brücke eingeholt.
Am 11. Januar 2013 gab die Stadtverwaltung die Eröffnung der Brücke für das Jahr 2014 bekannt, allerdings wurde dieses Datum im August 2014 auf das Frühjahr 2015 verschoben. Offiziell wurde die High Bridge am 9. Juni 2015 wiedereröffnet und ab 12 Uhr mittags der Bevölkerung New Yorks zugänglich gemacht.

## Galerie

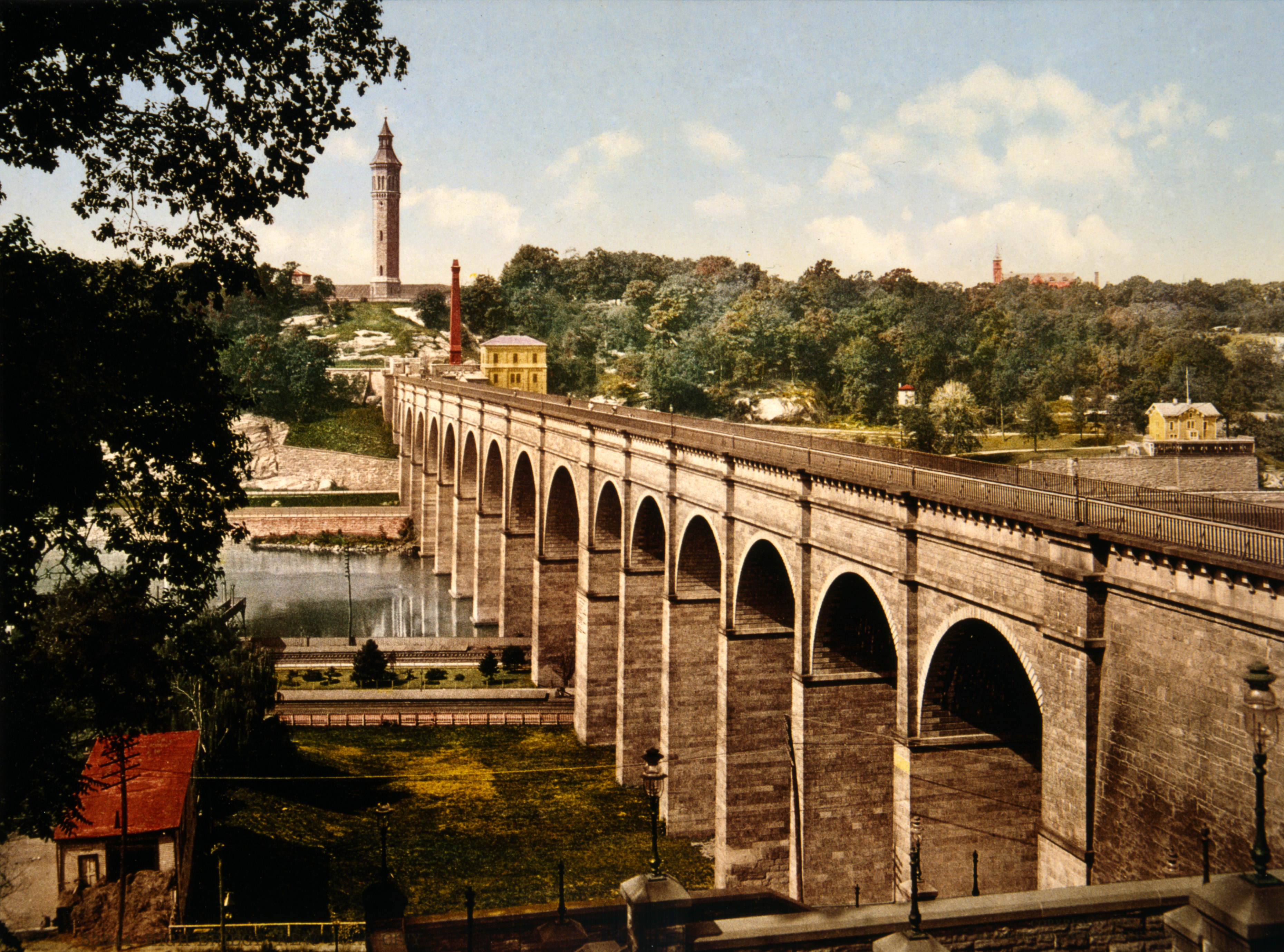
Eine Abbildung aus dem Jahr 1900 mit den ursprünglichen Steinbögen
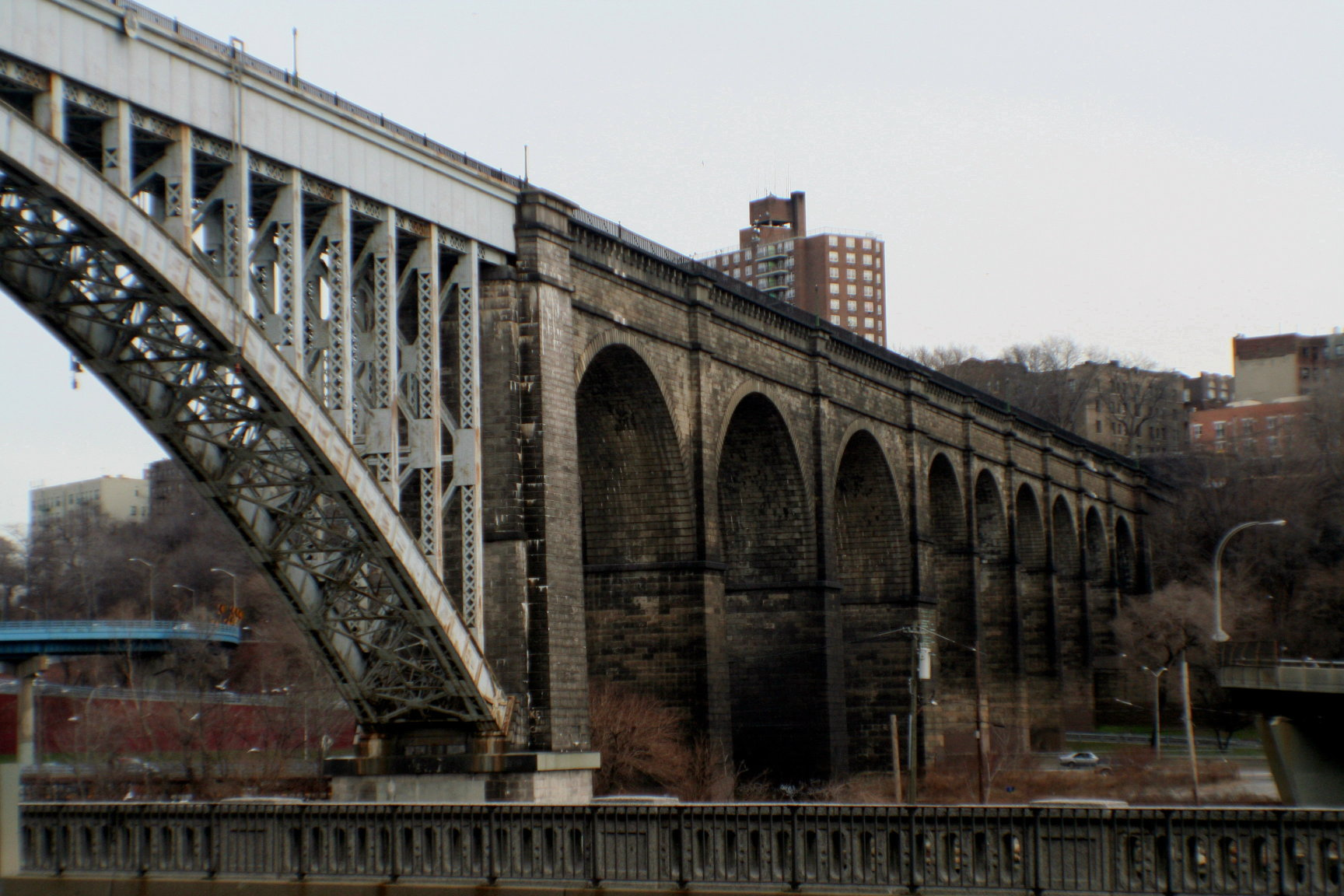
Der Übergang der Stahlbrücke über dem Harlem River zu den ursprünglichen Steinbögen
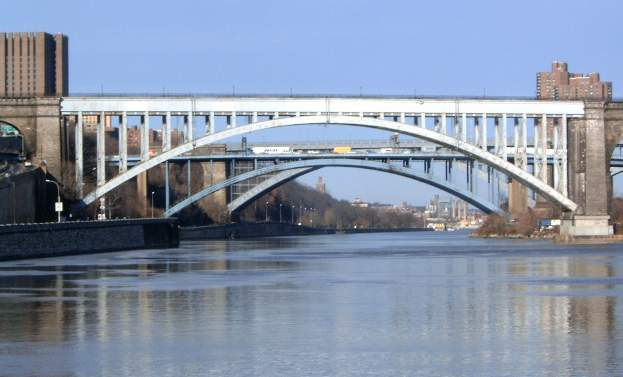
Drei Harlem River Brücken (von vorne nach hinten): High Bridge, Alexander Hamilton Bridge, Washington Bridge. Links Washington Heights, rechts die Bronx